# Емилиан (Бирдаш)
Епи́скоп Емилиа́н (рум. Episcopul Emilian, в миру Йоан Бирдаш, рум. Ioan Birdaș; 23 ноября 1921, Рохия, жудец Сомеш — 5 апреля 1996, Карансебеш) — епископ Румынской православной церкви, епископ Карансебешский.

## Биография
Родился 23 ноября 1921 года в селе Рохия, расположенном тогда в пласе Лэпуш в округе Сомеш.
В 1935 году поступил послушником в Монастырь Рохия, где был пострижен в монашество с именем Эмилиан. Он начал учебу в монашеской семинарии в монастыре Черника в 1936 году, но прервал их из-за оккупации северной Трансильвании.
В 1941 году рукоположен в сан иеродиакона и иеромонаха. Он служил периодом в качестве приходского администратора в некоторых приходах вокруг Рохии и вокруг монастыря Святого Илия в Топлице (1942—1944).
Затем он возобновил учебу в семинарии святого Николай в Рымнике-Вылче и митрополита Нифона в Бухаресте (1944—1948). Во время учёбы был возведён в сан протосинкелла. В 1948—1952 годы обучался в Бухарестском богословском институте университетской степени.
Некоторое время служил священником Монастыря Кэлугэра-Оравица, настоятелем монастыря «мученичество народа» в Бане-де-Ариеш, а затем ответственным за школу-интернат церковных певчих в Монастыре Раду-Водэ в Бухаресте.
В 1953—1957 годы служил настоятелем в Бухарестском патриаршем соборе. В 1957—1963 годы служил административным викарием в Романской и Хушской епархии. В 1958 году был возведён в сан архимандрита. В 1963—1973 годы служил настоятелем Собора воссоединения в Алба-Юлии.
11 июня 1973 года архимандрит Емилиан Бирдаш был избран викарным епископом Сибиуской архиепископии с титулом «Рэшинэрянский». Его архиерейская хиротония состоялась 12 сентября того же года.
Как епископ — викарий Сибиуской архиепископии был обеспокоен решением пастырско-миссионерских проблем в Харгите, Ковасне и Муреше, способствуя сближению конфессий и этнических групп.
16 октября 1975 года была возрождена православная епископия Алба-Юлии на территории жудецов Алба и Муреш. священник Штефан Урд отмечал: «Хорошо зная епископа Емилиана, зная, что идея возрождения епископского престола Албы Юлии полностью принадлежало ему».
14 декабря 1975 года епископ Емилиан был избран правящим епископом данной епархии. 25 января 1976 года состоялась его интронизация в Соборе воссоединения в Алба-Юлии.
Как епископ занимался организацией новой епархии, восстановлением исторических памятников, возведением многочисленных церквей и их росписью. В то время как в других епархиях разрушались церкви, он категорически выступал против их разрушения, что стало причиной спасения церкви Святого Николая в Меркуря-Чук. Была восстановлена старая церковь Монастыря Рымец, рядом с которой была построена новая церковь, строительство которой продолжалось до 1986 года. Был отремонтирован и Монастырь святого Илии в Топлице, уезда Харгита. Это способствовало восстановлению в фундаменте 72 православных церквей и ремонту сотен других мест поклонения.
В декабре 1989 года в связи с падением коммунистической власти в Румынии, в Алба-Юлии появилось несколько священников, которые стали требовать планировали сменить епископа. В январе 1990 года священники начали собирать подписи за отстранение епископа Емилиана от должности. В церквях прошла настоящая кампания по дискредитации епископа Емилиана, обвиняемого в том, что он сотрудничал с Секуритате. Хотя это обвинение никогда не было доказано, 18 января 1990 года епископ Емилиан Бирдаш был вынужден уйти с должности епископа Алба Юлии. Его место в Алба-Юлии занял епископ Мурешанский Андрей (Андрейкуц), который по некоторым данным координировал движение по отстранению от должности епископа Емилиана.
4 апреля 1990 года епископ Емилиан был назначен викарным епископом Арадской, Иенопольской и Халмаджой епархии с титулом «Арэдский» (Arădeanul).
10 ноября 1992 года был избран почётным членом Румынской Академии.
12 июля 1994 года он был избран епископом возрождённой Карансебешской епархии.
В Карансебеше началось строительство кафедрального (епископского) собора и возобновилось печать епархиальной газеты и Румынского календаря.
Скончался 5 апреля 1996 года в городе Карансебеш.

## Публикации
- Originea istorică a voturilor monahale // Glasul Bisericii, an. XIII, 1954, nr. 9-10, p. 511—523;
- Stavropighia în dreptul bisericesc // Glasul Bisericii, an. XIV, 1955, nr. 34, p. 186—199;
- Alba Iulia, oraș bimilenar, Sibiu, 1975, 101 p.
- Satul Rohia și Mănăstirea Sf. Ana-Rohia // «Indrumatorul bisericesc de la Cluj», 1980, p. 169—201;
- Mănăstirea Râmeț, vatră de spiritualitate ortodoxă // «Indrumatorul pastoral», Alba Iulia, V, 1981, p. 116—136;
- Pagini din istoria scaunului vlădicesc ortodox român din Alba Iulia // «Indrumatorul pastoral», VI, 1982, p. 180—236,
- Satul și Mănăstirea Rohia din Țara Lăpușului județul Maramureș: studiu monografic, Bucuresti, 1994. — 268 p.